# Pirineu axial
El Pirineu axial és una serralada força abrupta que té la màxima alçada al massís de la Maladeta (Pic d'Aneto- 3.404 m), a la província d'Osca (Espanya). A Catalunya, el Pirineu axial s'estén des de la capçalera de l'Éssera fins al cap de Creus, amb els cims més importants a Ponent (Pica d'Estats- 3.143 m). Cap a l'est, les altituds van decreixent, tot i que la serralada conserva el seu vigor fins a prop del mar (Canigó-2.785 m).
El Pirineu axial és format per roques molt antigues (esquistos, pissarres, granit...) originades durant l'era primària, principalment metamòrfiques i plutòniques, que han estat molt deformades i sotmeses a intensos processos erosius. Després d'una fase d'intensa erosió i d'encaixament dels rius, durant el quaternari l'acció de les geleres ha donat al Pirineu axial la seva actual morfologia. Durant els períodes freds quaternaris es van acumular a la serralada grans masses de gel que es van escolar per totes les valls altes pirinenques. Restes d'aquesta acció glacial són els abundants dipòsits morrènics i els nombrosos estanys. En l'actualitat únicament hi ha geleres als vessants ombrívols de la Maladeta, però no arriben a formar veritables llengües glacials.
La zona axial i la nord-pirinenca són separades per la falla nord-pirinenca, que segueix quasi al llarg de tota la serralada.

## Prepirineus
Existeix el Prepirineu septentrional i el Pirineu meridional paral·lels al Pirineu axial i orientats d'est a oest. El vessant septentrional és força més estret que no pas el meridional. Els dos Prepirineus estan formats per roques sedimentàries (gresos, conglomerats...) o, en general carbonatades dipositades durant les eres secundària i terciària, que apareixen fortament plegades i aixecades i donen lloc a un relleu de cims espadats amb crestes molt marcades i valls profundes.
Són característics d'aquesta unitat els mantells de corriment originats en lliscar la cobertora sedimentària per sobre del sòcol mentre es produeix l'aixecament del Pirineu axial.
Al Prepirineu predominen els tons clars i bigarrats propis de les roques calcàries. Una altra diferència fonamental entre el Pirineu axial i el Prepirineu resideix en la menor alçada de les serres prepirinenques, en pocs casos sobrepassen els 2.500 m. Les aigües corrents en són les principals modeladores del paisatge.
Geògrafs i geomorfòlegs divideixen les serres prepirinenques en diferents unitats estructurals. Així, en la part més occidental de la serralada es distingeixen dues alineacions de serres separades per una depressió:
- Serres Interiors: Sant Gervàs, Boumort, Cadí, Pedraforca… Entre el Llobregat i el Ter s'ha produït un canvi en els materials que constitueixen la serra. Si fins ara els materials predominants eren les calcàries secundàries, a partir d'aquest punt i cap a l'est comencem a trobar materials més o menys margosos alternant amb capes de calcàries, gresos i conglomerats, tots són del terciari inferior. La depressió prepirinenca està constituïda per la conca de Tremp. Es tracta d'una faixa llarga i estreta de materials terciaris que s'estén entre les dues alineacions de serralades secundàries que formen en aquest sector els Prepirineus.
- Serres Exteriors: Montsec, Montclús, Sant Mamet i Mont-roig. Més enllà del riu Segre aquesta unitat ha desaparegut.[5]